# João Batista Mendes
 João Batista Mendes  (Ilha Terceira, Açores, Portugal, 12 de Fevereiro de  1877  — ?) foi um farmacêutico português, formado pela escola de Lisboa (actual Faculdade de Farmácia da Universidade de Lisboa) em 1898, Exerceu a sua actividade na Santa Casa da Misericórdia da então Vila da Praia da Vitória.